# Osiedle Jagiellońskie (Kraków)
Osiedle Jagiellońskie – osiedle w Krakowie wchodzące w skład Dzielnicy XVI Bieńczyce, niestanowiące jednostki pomocniczej niższego rzędu w ramach dzielnicy.

## Historia
Osiedle Jagiellońskie stanowi część Bieńczyc Nowych – założenia architektoniczno-urbanistycznego, w zamierzeniu stanowiącego rozbudowę dzielnicy Nowa Huta w kierunku północno-zachodnim. W 1959 roku w wyniku konkursu na projekt założenia wybrano koncepcję autorstwa warszawskiej architekt Jadwigi Guzickiej z zespołem w którym za projekt urbanistyczny odpowiadali Anna Basista i Jan Lewandowski, a za architekturę budynków Kazimierz Chodorowski, Stefan Golonka oraz konstruktor dr inż. Tadeusz Kantarek. Całe założenie było projektowane dla ok. 30 tys. mieszkańców – ok. 5,5 tys. na jednym osiedlu. Cechuje je luźna zabudowa budynkami wolnostojącymi z przeważającą zabudową 5- i 11-kondygnacyjną. Główną osią zespołu urbanistycznego jest park Planty Bieńczyckie, wzorowane na Plantach Krakowskich, który spaja osiedla wchodzące w skład zespołu w jedną urbanistyczną całość. Wzdłuż parkowej osi zaplanowano obiekty użyteczności publicznej – szkoły, przedszkola, domy handlowe, domy kultury, biblioteki. Oprócz Osiedla Jagiellońskiego w skład Bieńczyc Nowych wchodzą jeszcze osiedla Strusia, Kalinowe, Na Lotnisku, Wysokie, Kazimierzowskie, Przy Arce, Niepodległości, Albertyńskie oraz Złotej Jesieni. Realizacja zespołu urbanistycznego odbyła się w latach 1962–1979.

## Usytuowanie i rozplanowanie
Za granice osiedla można uznać: od południowego zachodu – Planty Bieńczyckie, od południowego wschodu – ulica Szajnowicza-Iwanowa, od północy i wschodu – ulica Obrońców Krzyża oraz od zachodu – ulica Broniewskiego.
Osiedle składa się z piętnastu bloków czteropiętrowych, zrealizowanych w pierwszym etapie budowy osiedla w I połowie lat 60. XX wieku. W późniejszym czasie, we wschodniej części osiedla, od strony dzisiejszej ulicy Obrońców Krzyża zrealizowano zespół pięciu jedenastopiętrowych wieżowców tzw. „punktowców” oraz od strony Plant Bieńczyckich zespół czterech czteropiętrowych, jednoklatkowych bloków tzw. „puchatków”. Na osiedlu oprócz tego znajdują się liczne pawilony handlowe, usytuowane głównie w północnej i południowo-wschodniej części osiedla w pobliżu ulicy Obrońców Krzyża, trzy szkoły: Szkoła Podstawowa nr 86 im. Powstańców Śląskich, Szkoła Podstawowa nr 101 im. Hansa Christiana Andersena oraz Liceum Ogólnokształcące Sióstr Salezjanek im. św. Dominika Savio, a także dwa przedszkola: Przedszkole Samorządowe nr 113 oraz Przedszkole Samorządowe nr 116. W zachodniej części osiedla przy ulicy Broniewskiego znajduje się również Przychodnia NZOZ „Jagiellońskie Centrum Medyczne”.

## Galeria

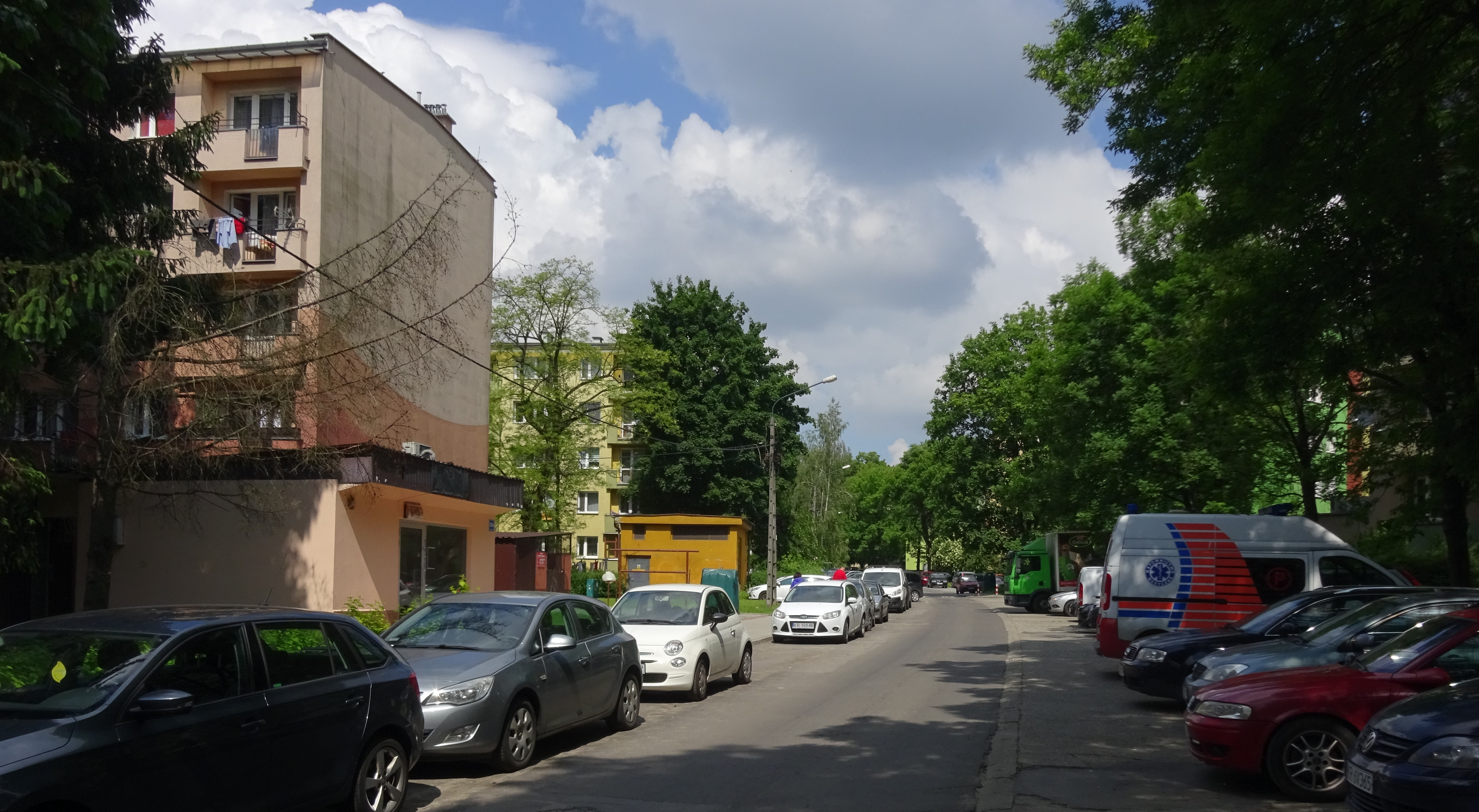
Zabudowa bloków czteropiętrowych na osiedlu przy ulicy Anny Jagiellonki
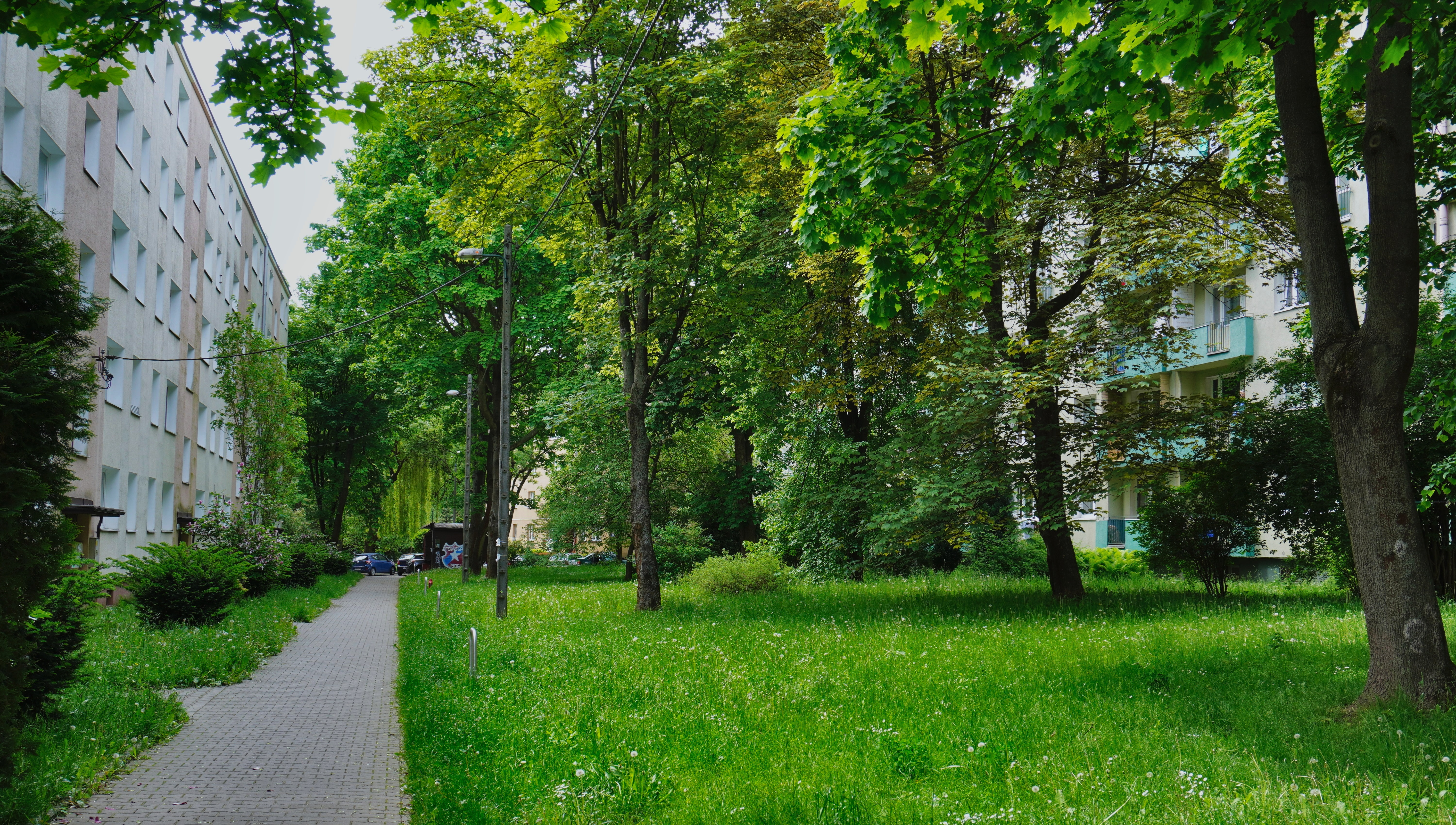
Wnętrze osiedla, os. Jagiellońskie 24 i 25
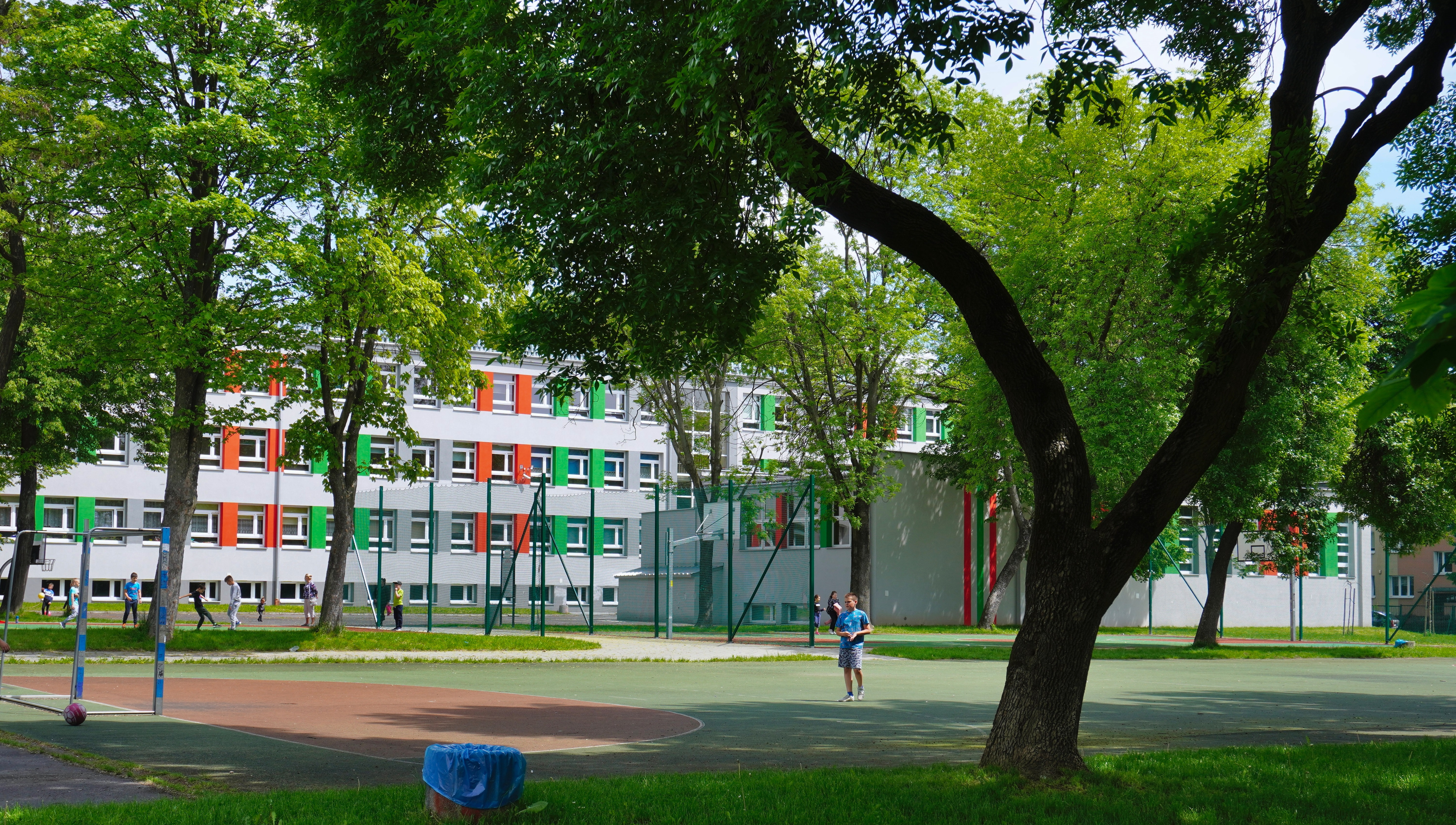
Szkoła Podstawowa nr 101
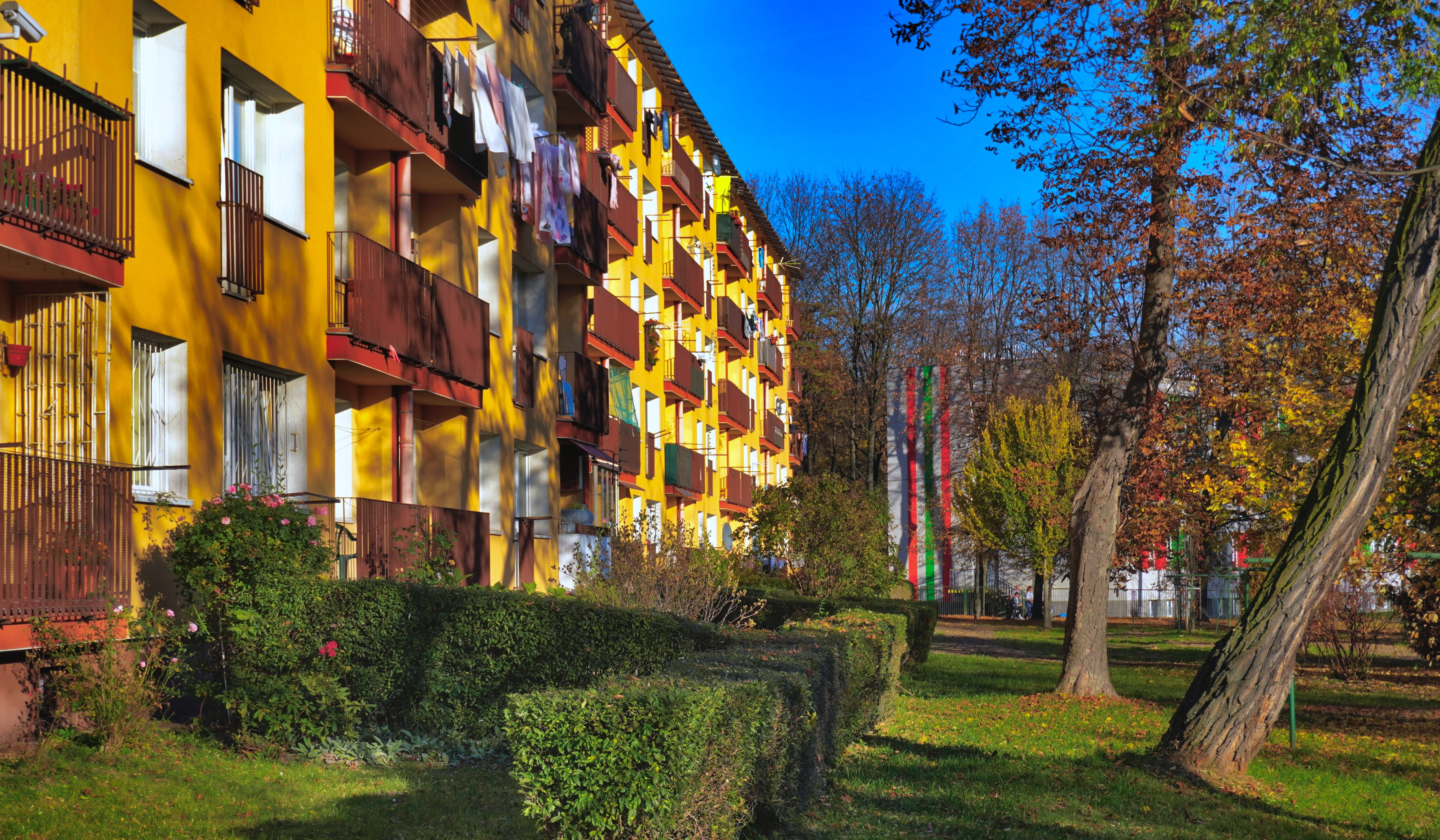
Wnętrze osiedla, os. Jagiellońskie 3
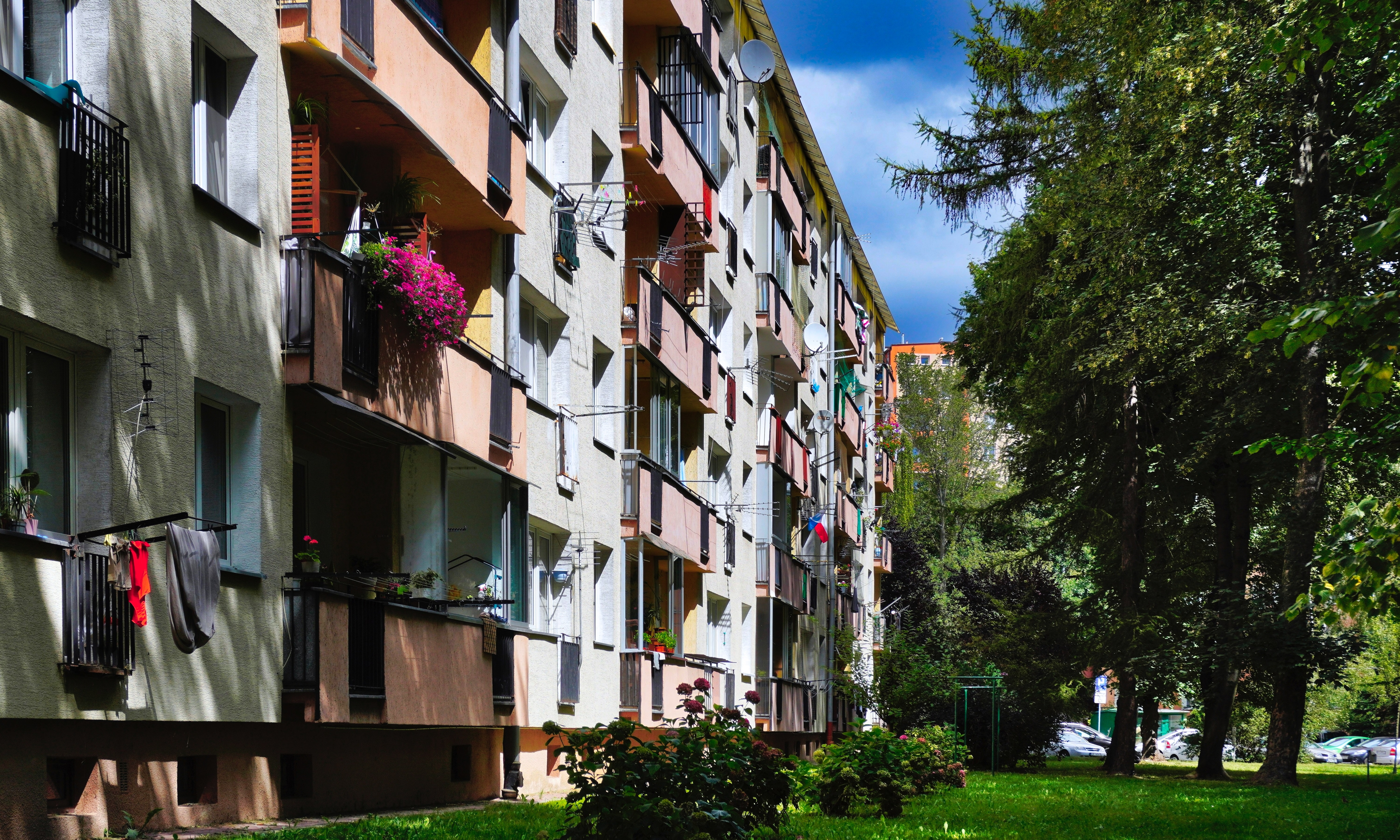
Wnętrze osiedla, os. Jagiellońskie 24